# IC 445
IC 445 ist eine linsenförmige Galaxie vom Hubble-Typ S0 im Sternbild Giraffe am Nordsternhimmel. Sie ist schätzungsweise 241 Millionen Lichtjahre von der Milchstraße entfernt und hat einen Durchmesser von etwa 85.000 Lichtjahren. Gemeinsam mit PGC 19335 bildet sie das isolierte Galaxienpaar KPG 114.
Das Objekt wurde am 6. September 1888 vom US-amerikanischen Astronomen Lewis Swift entdeckt.